# William Wheeler (entomologo)
William Morton Wheeler (Milwaukee, 19 marzo 1865 – 19 aprile 1937) è stato un entomologo statunitense, autorità internazionale nel campo degli studi sugli insetti sociali e padre della moderna mirmecologia.
Professore di biologia alla Harvard University, dal 1903 al 1908 è stato curatore della sezione invertebrati dell'American Museum of Natural History di New York.

## Riconoscimenti
Nominato membro della National Academy of Sciences, per il suo lavoro, Ants of the American Museum Congo Expedition, Wheeler ricevette nel 1922 la Medaglia Daniel Giraud Elliot della National Academy of Sciences.